# Saleta de Porcelana del Palacio Real de Madrid

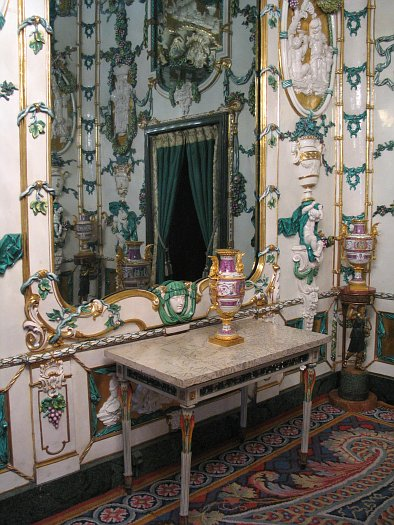
Palácio Real. Madrid, Spain.

La saleta de Porcelana es una de las estancias del Palacio Real de Madrid, residencia oficial del rey de España.
Tiene paredes y techo completamente recubiertos de placas de porcelana sujetas a un armazón interior de madera, ensambladas de tal forma que sus uniones quedan disimuladas entre adornos de telas y tallos imitados en porcelana. 
Decorada entre 1765 y 1770, es obra de la primera etapa de la Real Fábrica del Buen Retiro, la de mayor esplendor, y se atribuye a José Gricci, Genaro Boltri y Juan Bautista de la Torre, los mismos autores que realizaron el Salón de Porcelana del Palacio de Aranjuez, si bien la Saleta del Palacio Real es de un estilo rococó más próximo al neoclasicismo, con el uso de unos colores más sobrios. El suelo fue diseñado por Matías Gasparini.
La frágil y dura porcelana era un secreto técnico de los artesanos europeos en el siglo XVIII, que a principios del siglo conocieron el secreto de su fabricación, ya conocido por los chinos desde hacía muchos siglos. Este material conoció la escala de monumento cuando pasó de ser parte de las vajillas de las mesas de la aristocracia a encaramarse a las paredes de salones, compitiendo en belleza con tapices o espejos. La porcelana se hizo arte mayor con el relieve de la escultura y el color de la pintura.